# Tekla
Tekla est une société finlandaise développant des logiciels à destination de la construction et de l'ingénierie. Fondée en 1966, elle est cotée depuis 2000 à la Bourse d'Helsinki. Tekla fait partie du groupe Trimble depuis juillet 2011. 

## Produits

### Tekla Structures
Tekla Structures est un logiciel BIM utilisé dans la construction. Le logiciel propose une architecture de modélisation unique et ouverte.
Spécialisé dans le domaine de la structure, Tekla Structures permet de créer tous les types de projets dans un modèle quel que soit le matériau, acier, béton ou bois. C'est une solution intégrée allant de la conception, en passant par la fabrication et la gestion du projet. Tekla Structures propose un mode multi-utilisateurs qui permet de travailler à plusieurs simultanément sur le même modèle. De nombreux formats d'import et export sont disponibles et Tekla est certifié IFC 2x3 CV2.0 à l'import et IFC 2x3 CV2-Struct à l'export.

### Tekla BIMsight
Tekla BIMsight est un logiciel BIM gratuit permettant de visionner, contrôler et annoter un projet BIM.